# Tuffi alla XXIX Universiade - Trampolino 1 metro femminile
Il concorso dei tuffi dal trampolino 1 metro femminile dell'Universiade di Taipei 2017 si è svolto il 20 agosto 2017 all'University of Taipei (Tianmu) Shin-hsin Hall B1 Diving Pool.

## Risultati

### Preliminare
| Class. | Atleta                    | Nazione        | Tuffi | Tuffi | Tuffi | Tuffi | Tuffi | Totale |
| Class. | Atleta                    | Nazione        | 1     | 2     | 3     | 4     | 5     | Totale |
| ------ | ------------------------- | -------------- | ----- | ----- | ----- | ----- | ----- | ------ |
| 1      | Maria Polyakova           | Russia         | 54.00 | 44.85 | 54.00 | 55.90 | 55.90 | 264.65 |
| 2      | Kim Su-ji                 | Corea del Sud  | 49.20 | 58.50 | 47.15 | 54.00 | 46.20 | 255.05 |
| 3      | Arantxa Chávez            | Messico        | 50.40 | 47.15 | 51.60 | 52.00 | 53.30 | 254.45 |
| 4      | Dolores Hernández         | Messico        | 50.40 | 50.70 | 48.30 | 50.40 | 54.60 | 254.40 |
| 5      | Luana Wanderley Moreira   | Brasile        | 50.40 | 44.85 | 57.60 | 46.80 | 49.40 | 249.05 |
| 6      | Louisa Hannah Stawczynski | Germania       | 55.20 | 46.80 | 48.10 | 43.70 | 54.60 | 248.40 |
| 7      | Jana Lisa Rother          | Germania       | 48.00 | 53.30 | 49.40 | 48.00 | 48.30 | 247.00 |
| 8      | Ekaterina Nekrasova       | Russia         | 51.60 | 50.70 | 48.30 | 46.80 | 49.40 | 246.80 |
| 9      | Choe Un-gyong             | Corea del Nord | 47.15 | 48.00 | 45.10 | 54.60 | 50.40 | 245.25 |
| 10     | Olga Kulemina             | Russia         | 54.60 | 53.30 | 43.70 | 44.40 | 49.20 | 245.20 |
| 11     | Kim Un-hyang              | Corea del Nord | 50.40 | 43.70 | 54.60 | 50.40 | 41.80 | 240.90 |
| 12     | Michal Rae Bower          | Stati Uniti    | 50.40 | 41.40 | 46.80 | 48.75 | 50.70 | 238.05 |
| 13     | Kim Na-mi                 | Corea del Sud  | 42.00 | 53.30 | 49.45 | 42.00 | 49.50 | 236.25 |
| 14     | Elaena Nancy Dick         | Canada         | 50.40 | 42.90 | 39.10 | 49.20 | 54.60 | 236.20 |
| 15     | Brooke Christin Schultz   | Stati Uniti    | 33.80 | 55.20 | 43.50 | 50.70 | 52.80 | 234.55 |
| 16     | Diana Shelestyuk          | Ucraina        | 50.40 | 50.40 | 44.20 | 44.85 | 41.80 | 231.65 |
| 17     | Laura Bilotta             | Italia         | 54.00 | 50.70 | 34.50 | 43.20 | 48.40 | 230.80 |
| 18     | Alison Amaris Gibson      | Stati Uniti    | 41.40 | 51.60 | 49.40 | 36.00 | 50.70 | 229.10 |
| 19     | Daniella Sylvia Nero      | Svezia         | 48.10 | 43.70 | 33.00 | 52.00 | 50.40 | 226.10 |
| 20     | Ruby Grace Neave          | Australia      | 28.60 | 44.85 | 43.20 | 50.40 | 55.90 | 222.95 |
| 21     | Hana Kaneto               | Giappone       | 45.10 | 45.50 | 35.65 | 48.00 | 43.20 | 217.45 |
| 22     | Viktoriya Kesar           | Ucraina        | 49.20 | 59.80 | 31.05 | 32.40 | 41.25 | 213.70 |
| 23     | Yuka Mabuchi              | Giappone       | 49.50 | 16.90 | 50.40 | 47.15 | 46.80 | 210.75 |
| 24     | Indre Marija Girdauskaite | Lituania       | 44.40 | 46.80 | 41.40 | 38.40 | 35.10 | 206.10 |
| 25     | Hanna Krasnoshlyk         | Ucraina        | 51.60 | 40.30 | 42.55 | 32.40 | 36.30 | 203.15 |
| 26     | Melany Hernández          | Messico        | 50.40 | 42.55 | 33.60 | 39.00 | 37.50 | 203.05 |
| 27     | Anca Şerb                 | Romania        | 42.00 | 46.80 | 48.30 | 25.20 | 40.00 | 202.30 |
| 28     | Tammy Takagi              | Brasile        | 49.20 | 44.85 | 37.50 | 15.60 | 50.70 | 197.85 |
| 29     | Paola Flaminio            | Italia         | 38.50 | 46.80 | 36.80 | 30.00 | 44.40 | 196.50 |
| 30     | Natasha MacManus          | Irlanda        | 36.00 | 33.05 | 31.05 | 37.80 | 46.80 | 185.25 |
| 31     | Monique Ann Demaisip      | Filippine      | 39.60 | 33.80 | 33.35 | 38.40 | 37.80 | 182.95 |
| 32     | Ashley Ann Mccool         | Canada         | 46.80 | 44.20 | 46.00 | 7.20  | 36.25 | 180.45 |
| 33     | Lai Yu-yen                | Taipei Cinese  | 43.20 | 18.00 | 28.05 | 32.00 | 31.50 | 152.75 |

### Semifinale

#### Gruppo A
| Class. | Atleta                    | Nazione     | Tuffi | Tuffi | Tuffi | Tuffi | Tuffi | Totale |
| Class. | Atleta                    | Nazione     | 1     | 2     | 3     | 4     | 5     | Totale |
| ------ | ------------------------- | ----------- | ----- | ----- | ----- | ----- | ----- | ------ |
| 1      | Dolores Hernández         | Messico     | 54.00 | 55.90 | 50.60 | 51.60 | 36.40 | 248.50 |
| 2      | Louisa Hannah Stawczynski | Germania    | 54.00 | 48.00 | 54.60 | 44.85 | 41.60 | 243.05 |
| 3      | Michal Rae Bower          | Stati Uniti | 54.00 | 39.10 | 43.20 | 47.50 | 54.60 | 238.40 |
| 4      | Elaena Nancy Dick         | Canada      | 49.20 | 42.90 | 48.30 | 42.00 | 52.00 | 234.40 |
| 5      | Ekaterina Nekrasova       | Russia      | 54.00 | 58.50 | 34.50 | 34.80 | 44.20 | 226.00 |

#### Gruppo B
| Class. | Atleta                  | Nazione        | Tuffi | Tuffi | Tuffi | Tuffi | Tuffi | Totale |
| Class. | Atleta                  | Nazione        | 1     | 2     | 3     | 4     | 5     | Totale |
| ------ | ----------------------- | -------------- | ----- | ----- | ----- | ----- | ----- | ------ |
| 1      | Arantxa Chávez          | Messico        | 54.00 | 42.55 | 55.20 | 53.30 | 59.80 | 264.85 |
| 2      | Jana Lisa Rother        | Germania       | 52.80 | 55.90 | 52.00 | 50.40 | 51.75 | 262.85 |
| 3      | Choe Un-gyong           | Corea del Nord | 55.20 | 49.20 | 46.20 | 55.90 | 54.00 | 260.50 |
| 4      | Luana Wanderley Moreira | Brasile        | 50.40 | 47.15 | 54.00 | 50.70 | 54.60 | 256.85 |
| 5      | Kim Na-mi               | Corea del Sud  | 51.60 | 46.80 | 48.30 | 49.20 | 50.60 | 246.50 |

### Finale
| Class.  | Atleta                    | Nazione        | Tuffi | Tuffi | Tuffi | Tuffi | Tuffi | Totale |
| Class.  | Atleta                    | Nazione        | 1     | 2     | 3     | 4     | 5     | Totale |
| ------- | ------------------------- | -------------- | ----- | ----- | ----- | ----- | ----- | ------ |
| Oro     | Dolores Hernández         | Messico        | 56.40 | 54.60 | 55.20 | 54.00 | 58.50 | 278.70 |
| Argento | Choe Un-gyong             | Corea del Nord | 51.75 | 54.00 | 49.50 | 58.50 | 57.60 | 271.35 |
| Bronzo  | Louisa Hannah Stawczynski | Germania       | 54.00 | 51.60 | 54.60 | 49.45 | 58.50 | 268.15 |
| 4       | Maria Polyakova           | Russia         | 43.20 | 46.00 | 57.60 | 58.50 | 62.40 | 267.70 |
| 5       | Arantxa Chávez            | Messico        | 55.20 | 48.30 | 50.40 | 53.30 | 58.50 | 265.70 |
| 6       | Kim Su-ji                 | Corea del Sud  | 45.60 | 50.70 | 51.75 | 58.80 | 49.50 | 256.35 |
| 7       | Michal Rae Bower          | Stati Uniti    | 54.00 | 47.15 | 55.20 | 45.00 | 54.60 | 255.95 |
| 8       | Jana Lisa Rother          | Germania       | 43.20 | 48.10 | 50.70 | 50.40 | 48.30 | 240.70 |